# راب فن امپل

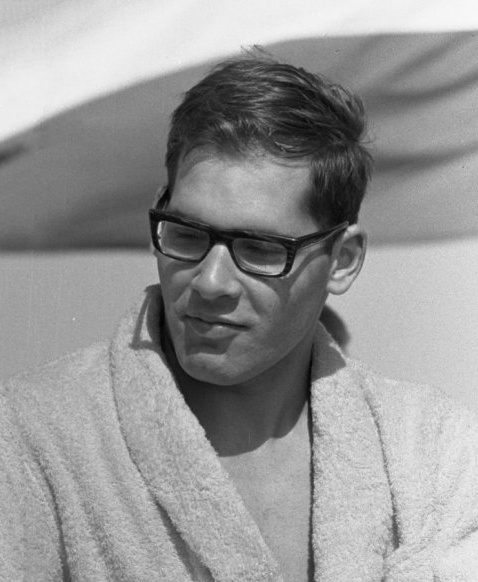
راب فن امپل در سال ۱۹۶۲

راب فن امپل (به انگلیسی: Rob van Empel) (زادهٔ ۱۷ ژوئیهٔ ۱۹۴۱) شناگر اهل هلند است.